# 聖母聖誕堂 (新加坡)

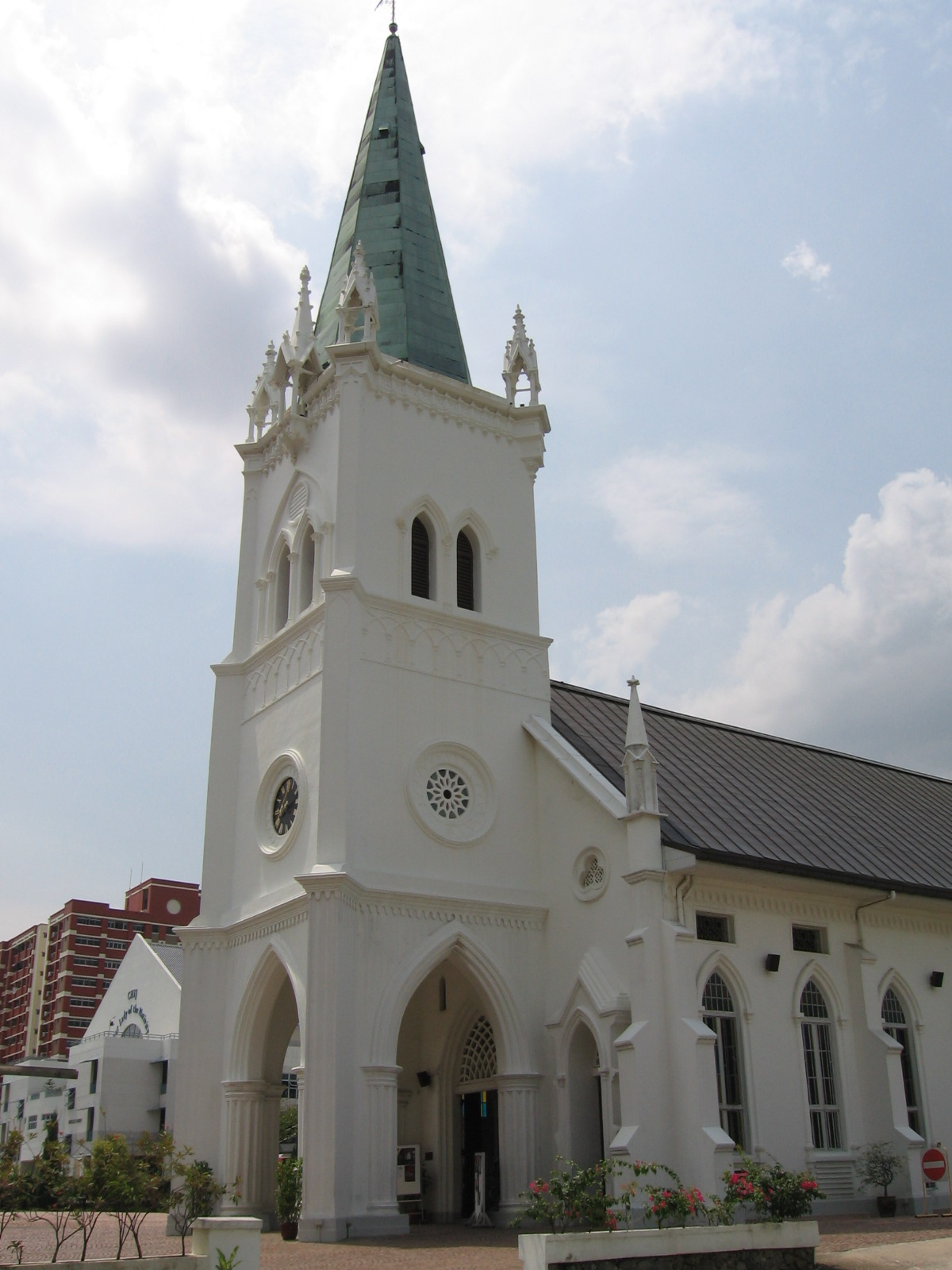
教堂外觀

聖母聖誕堂（英語：Church of the Nativity of the Blessed Virgin Mary）是一座新加坡的天主堂，位於新加坡東北社區的後港的實龍崗路上段。

## 历史
教堂建立於1901年，是潮州人社區在實龍崗最古老的天主堂。
1°22′26″N 103°53′53″E / 1.374°N 103.898°E